# 3266 Bernardus
3266 Bernardus este un asteroid din centura principală, descoperit pe 11 august 1978 de Hans-Emil Schuster.